# Adalbert von der Recke

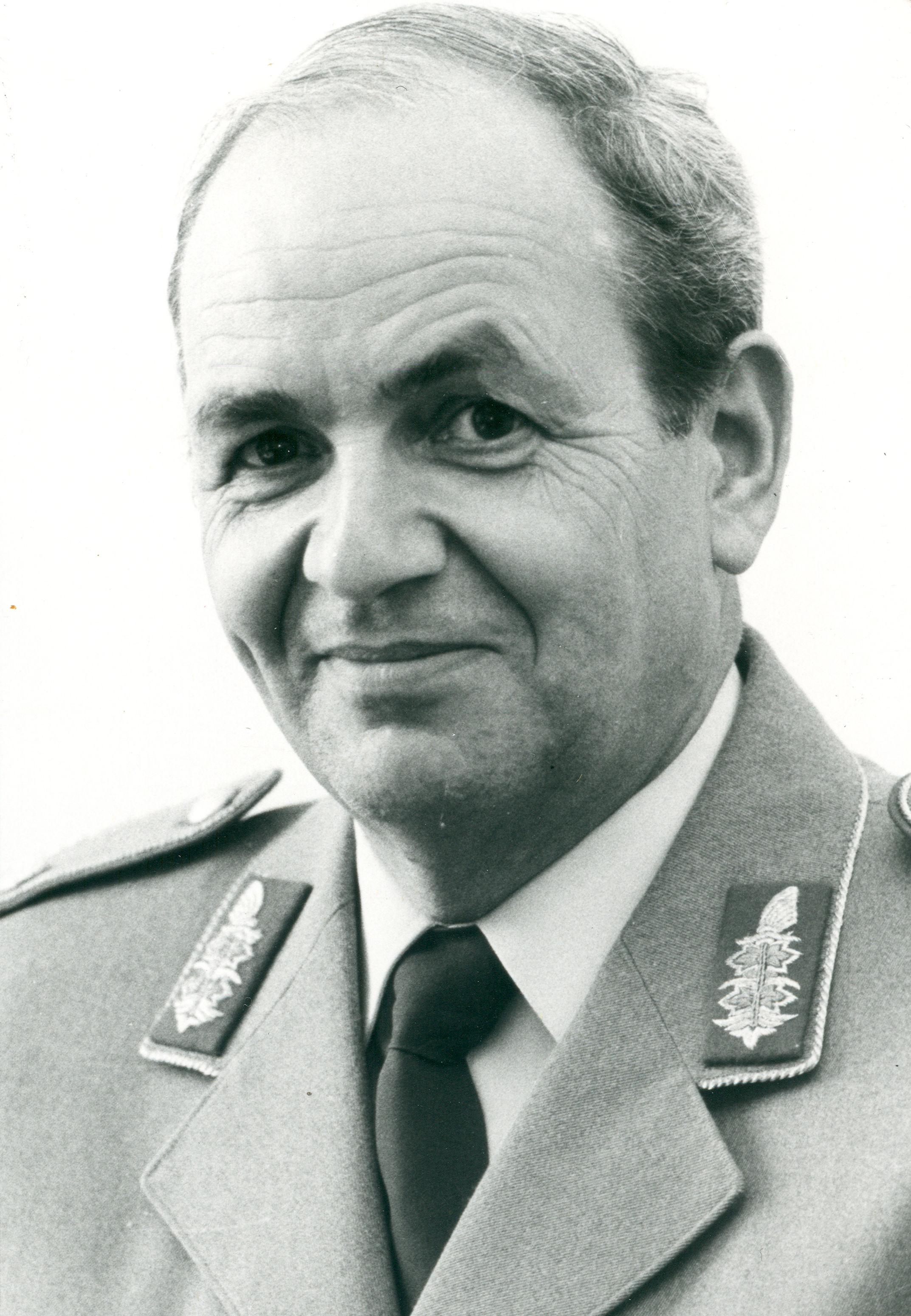
Generalmajor Adalbert von der Recke (um 1991)

Adalbert Baron von der Recke (* 4. Oktober 1930 in Braunschweig) ist ein deutscher Offizier Generalmajor außer Dienst des Heeres der Bundeswehr.

## Familie
Adalbert ist der zweite Sohn von Otto von der Recke (1885–1942) und dessen Ehefrau Leonie von Bandemer (1905–1958). Er heiratete am 17. Mai 1958 in Hannover Thora-Elfe Freiin von Hodenberg (* 20. Januar 1936 in Celle). Das Paar hat folgende Kinder:
- Sabine (* 25. April 1959)
- Matthias (* 10. Juni 1960)
- Andreas (* 26. August 1961)
- Hubertus (* 29. Juli 1965)
- Friederun (* 28. Dezember 1966)
- Benita (* 21. Oktober 1968; † 26. September 1970, verunglückt)
- Armgard (* 5. September 1971)

## Leben
Von der Recke wurde im damaligen Freistaat Braunschweig geboren. Nach dem Tod seines Vaters (am 19. Januar 1942) besuchte er die Baltenschule mit Internat in Misdroy und beendete – nach der Flucht aus Pommern im Herbst 1945 – seine Schulausbildung 1948 mit der Mittleren Reife in Bockenem/Harz. Er schloss 1950 eine Ausbildung zum Landwirt und Landmaschinenmechaniker ab. 1951 trat er in den niedersächsischen Polizeidienst ein. 1955 erwarb er in Hannover im Zweiten Bildungsweg die Fachhochschulreife.
Nach der Aufstellung der Bundeswehr trat er 1956 als Offizieranwärter in die Bundeswehr ein. Als Offizier des Truppendienstes wurde er unter anderem als Kompaniechef, als Personaloffizier an der Panzertruppenschule und als Taktiklehrer an der Offizierschule des Heeres in Hannover verwendet. Von 1970 bis 1973 war er Kommandeur des Panzerbataillons 34 in Celle, danach im Generalstabsdienst Leiter der Gruppe LehrOffz an der Panzertruppenschule Munster und von 1978 bis 1980 als Oberst Kommandeur einer Lehrgruppe an der Offizierschule des Heeres in Hannover. Von 1980 bis 1983 war er Kommandeur der Panzerbrigade 3 in Nienburg.
Von der Recke war dann von 1983 bis 1987 Kommandeur des Zentrums Innere Führung (ZInFü) in Koblenz. 1987 wurde er als Generalmajor Befehlshaber des Wehrbereichs II (Niedersachsen, Bremen) mit KdoStab in Hannover. 1991 wurde er in den Ruhestand versetzt.
Ehrenamtlich ist er in der evangelischen Kirche aktiv. Er war Mitglied der Landessynode der Evangelisch-lutherischen Landeskirche Hannovers und stellvertretender Vorsitzender des Beirats für die Evangelische Militärseelsorge in Deutschland. Von 1993 bis 2003 war er Landesvorsitzender des Volksbundes Deutsche Kriegsgräberfürsorge in Niedersachsen und ist gegenwärtig dessen Ehrenvorsitzender.
Der niedersächsische Kultusminister, Bernd Busemann, führte anlässlich der Verleihung des Niedersächsischen Verdienstordens (2004) zu von der Recke aus: „engagierten Eintreten für die humanitären Anliegen der Völkerverständigung, der Versöhnung nach den kriegerischen Katastrophen des 20. Jahrhunderts sowie der Aufklärung und der Bildung der Jugend“.

## Auszeichnungen
- 1983: Ehrenkreuz der Bundeswehr in Gold
- 1985: Verdienstkreuz am Bande des Verdienstordens der Bundesrepublik Deutschland
- 1991: Verdienstkreuz 1. Klasse des Verdienstordens der Bundesrepublik Deutschland
- 2004: Verdienstkreuz 1. Klasse des Niedersächsischen Verdienstordens[2]

## Schriften (Auswahl)

### Monografien
- Soldat aus Gewissensgründen. Lutherhaus Verlag, Hannover 1984, ISBN 3-87502-249-1.
- Feindbild und Feindesliebe. Gedanken eines Christen in Uniform. Lutherisches Verlagshaus, Hannover 1988, ISBN 3-7859-0553-X.

### Beiträge in Sammelbänden
- Last und Chance unserer Geschichte. Gedanken zur Traditionspflege der Bundeswehr. In: De officio. Zu den ethischen Herausforderungen des Offiziersberufs. Hrsg. im Auftrag des Evangelischen Militärbischofs vom Evangelischen Kirchenamt für die Bundeswehr. Evangelische Verlagsanstalt, Leipzig 2000, ISBN 3-374-01787-8, S. 243–254
- Bundeswehr, ein Beitrag zum Frieden. In: Wissenschaft und Forschung in der Region Koblenz. Schriften des Förderkreises Wirtschaft und Wissenschaft in der Hochschulregion Koblenz e. V. Koblenz 1985, S. 45–58.